# Egon Paljar
Egon Paljar (* 15. April 1974) ist ein aus Jugoslawien stammender ehemaliger kroatischer Handballspieler.
Paljar spielte 1998/1999 mit Badel 1862 Zagreb und 2000/2001 mit Panellinios AC Athen in der EHF Champions League, 2002/2003 mit RK Zavidovići im Europapokal der Pokalsieger, erneut mit Zagreb 2003/2004 in der Champions League sowie 2004/2005 mit RK Medveščak Zagreb im Europapokal der Pokalsieger. In der Saison 1999/2000 der 2. Handball-Bundesliga-Nord spielte er kurzzeitig beim Stralsunder HV. Seine Karriere beendete der 40-malige kroatische Nationalspieler beim RK Crikvenica.